# A.H.Z. Carr
Pour les articles homonymes, voir Carr.
A.H.Z. Carr, nom de plume de Albert H. Zolotkoff Carr, né le 15 janvier 1902 à Chicago dans l'Illinois aux États-Unis et mort le 28 octobre 1971 à New York, est un écrivain et un conseiller économique américain, auteur d'ouvrages économiques et de roman policier.

## Biographie
Après des études d'économie à Chicago, puis à l'université Columbia et à Londres, il devient conseiller économique du président Harry Truman. En 1952, il publie un best-seller de littérature économique How To Attract Good Luck.
Dans le domaine de la littérature policière, il publie deux romans policiers, dont en 1971 Finding Maubee qui remporte le prix Edgar-Allan-Poe du meilleur premier roman. Ce roman est adapté en 1989 dans un film américain réalisé par Carl Schenkel ayant pour titre The Mighty Quinn, avec Denzel Washington et James Fox. Il écrit de nombreuses nouvelles publiées en français dans Mystère magazine.

## Œuvre

### Romans
- The Girl With the Glorious Genes (1968), d'abord paru sous le pseudonyme A. B. Carbury
- Finding Maubee (1971) (autre titre The Calypso Murders)

### Nouvelles
- These Geniuses (1934)
- Payment in Kind (1934) Publié en français sous le titre Paiement en nature, Paris, Opta, Mystère magazine no 262, décembre 1969
- Deep Water (1935)
- Hit and Run (1935) Publié en français sous le titre Délit de fuite, Paris, Opta, Mystère magazine no 73, février 1954 ; réédition dans le recueil Suspense à tombeau ouvert, Paris, Éditions OPTA, coll. « Club du livre policier », 1965
- The Hunch (1936), nouvelles rééditée à partir de 1949 sous le titre The Man Who Played Hunches Publié en français sous le titre La Mascotte, Paris, Mystère magazine no 36, janvier 1951
- Weather or No (1936)
- Return from Limbo (1936)
- The Crucial Twist (1940) Publié en français sous le titre L'Incident décisif, Paris, Opta, Mystère magazine no 164, septembre 1961
- The Trial of John Nobody (1950) Publié en français sous le titre Le Procès de John Nobody, Paris, Opta, Mystère magazine no 54, juillet 1952
- Murder at City Hall (1951)
- Tyger ! Tyger ! (1952) Publié en français sous le titre Le Fauve qui sommeille, Paris, Opta, Mystère magazine no 77, juin 1954
- If a Body... (1953) Publié en français sous le titre Dialogue dans une prison, Paris, Opta, Mystère magazine no 91, août 1955
- A Case of Catnapping (1954) Publié en français sous le titre La Chatte kidnappée, Paris, Opta, Mystère magazine no 105, octobre 1956
- A Sudden Dread of... Nothing (1955) Publié en français sous le titre L'Auto hantée, Paris, Opta, Mystère magazine no 110, mars 1957
- The Black Kitten (1956) Publié en français sous le titre Le Petit Chat noir, Paris, Opta, Mystère magazine no 131, décembre 1958
- The Man Who Understood Women (1959) Publié en français sous le titre L'Homme qui comprenait les femmes, Paris, Opta, Mystère magazine no 161, juin 1961
- A Handful of Dust (1960) Publié en français sous le titre  Une poignée de cendres, Paris, Mystère magazine no 162, juillet 1961
- It Is Not My Fault (1960)
- The Washington Party Murder (1964) Publié en français sous le titre Meurtre Cocktail à Washington, Paris, Opta, Mystère magazine no 213, octobre 1965
- The Nameology Murder (1965) Publié en français sous le titre Enquête onomatologique, Paris, Opta, Mystère magazine no 227, décembre 1966
- The Options of Timothy Merkle (1969)

### Autres ouvrages
- Juggernaut: The Path of Dictatorship (1939)
- Napoleon Speaks (1940)
- Truman, Stalin and Peace (1950)
- How To Attract Good Luck (1952)
- The Coming of War (1960)
- A Matter of Life and Death (1966)
- Men of Power: A Book of Dictators (1967)
- Business As a Game (1968) Publié en français sous le titre Comment jouer et gagner dans sa vie professionnelle, Paris, Publi-union, 1972

## Filmographie

### Adaptation
- 1989: The Mighty Quinn, film américain réalisé par Carl Schenkel, adaptation du roman Finding Maubee, avec Denzel Washington, James Fox et Mimi Rogers

## Prix et distinctions
- Prix Edgar-Allan-Poe 1972 du meilleur premier roman pour Finding Maubee.

## Sources
: document utilisé comme source pour la rédaction de cet article.
- Claude Mesplède (dir.), Dictionnaire des littératures policières, vol. 1 : A - I, Nantes, Joseph K, coll. « Temps noir », 2007, 1054 p. (ISBN 978-2-910-68644-4, OCLC 315873251), p. 366